# Ailill Caisfiaclach
Ailill Caisfiaclach ( Aux dents crochues), fils de  Connla Cáem, est selon les légendes médiévales et la tradition pseudo-historique irlandaise un Ard ri Erenn.

## Règne
Ailill Caisfiaclach  succède à son père il règne 25 ans avant d'être tué par Adamair.Son fils Eochaid Ailtleathan le vengera en tuant son meurtrier et en devenant à son tour « Haut roi ».
Le Lebor Gabála Érenn synchronise son règne avec celui de  Ptolémée V Épiphane en Égypte Ptolémaïque (204-181 av. J.-C.). Geoffrey Keating's Foras Feasa ar Éirinn  lui attribue comme dates de règne  de 315 à 290 av J.-C.  et les Annales des quatre maîtres  de 443 à  418 BC.

## Source
- (en) Cet article est partiellement ou en totalité issu de l’article de Wikipédia en anglais intitulé « Ailill Caisfiaclach » (voir la liste des auteurs), édition du 31 mars 2012.